# Chusquea loxensis
Chusquea loxensis là một loài cỏ thuộc họ Poaceae.
Loài này chỉ có ở Ecuador.